# Liste d'élections en 1783
Chronologie des élections
- 1779
- 1780
- 1781
- 1782
- 1783
- 1784
- 1785
- 1786
- 1787

Cet article recense les élections organisées durant l'année 1783.

Dans les années 1780, seuls trois pays organisent des élections nationales, au sens de consultations populaires : le Royaume de Grande-Bretagne depuis sa formation en 1707 ; le Royaume d'Irlande, État officiellement distinct du Royaume de Grande-Bretagne et doté de son propre parlement ; et, à partir de 1789, les États-Unis d'Amérique. La France en 1789 élira également ses États-Généraux. Les quatre pays appliquent le suffrage censitaire. Par ailleurs, seuls les protestants ont le droit de vote en Grande-Bretagne et en Irlande ; la majorité catholique en Irlande est exclue de toute participation aux élections. L'Irlande est de facto subordonnée aux autorités britanniques.
En 1783 ont lieu des élections pour la Chambre des communes irlandaise.

## Élections nationales en 1783
| Date           | État    | Élection ou référendum | Contexte | Résultat |
| -------------- | ------- | ---------------------- | --- | --- |
| septembre 1783 | Irlande | Législatives (en)      | Tout comme en Grande-Bretagne, les deux factions sont les Tories et les Whigs. De nombreux députés en Irlande n'ont toutefois pas d'étiquette politique.Ce sont les premières élections générales depuis l'adoption de la série de modifications constitutionnelles connues sous le nom de Constitution de 1782, qui a levé les restrictions juridiques importantes imposées au parlement. Les élections se sont déroulées dans une atmosphère politique très tendue, l'accent étant mis en particulier sur les questions de réforme parlementaire et de libre-échange. | Sexton Pery a été réélu Speaker (en). La nouvelle administration donna la priorité aux liens avec le Grande-Bretagne, qui était gouvernée, à partir de décembre 1783, par Pitt le Jeune. |